# Cacera de Navalcaz
La Cacera de Navalcaz, denominada también Acequia del Mercado en su tramo urbano, es una canalización de agua situada en la provincia de Segovia (España) de origen previo al siglo XV. Sus aguas provenientes del río Eresma en la Sierra de Guadarrama son actualmente de uso exclusivo para el riego.

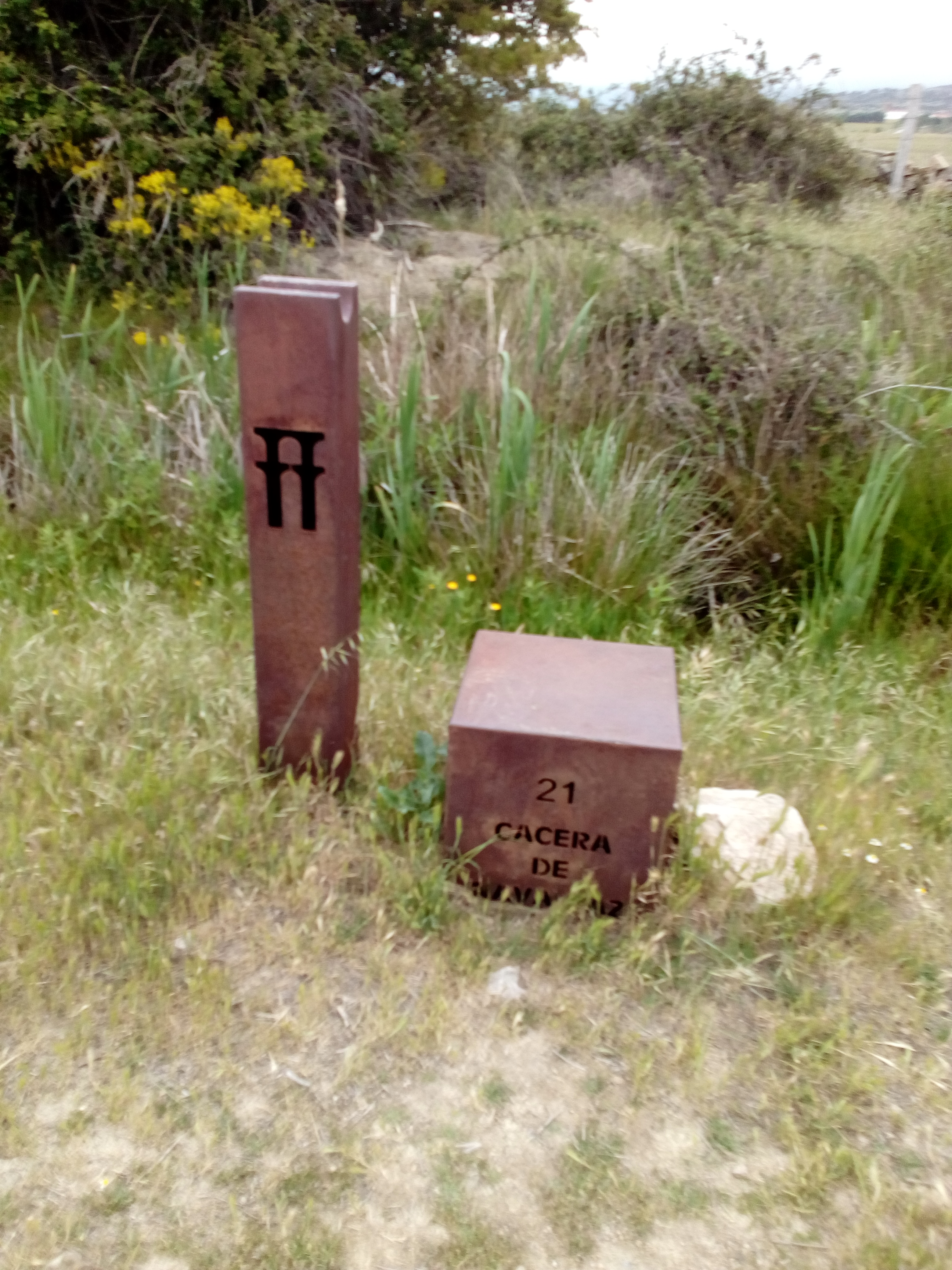
Señalización del azud junto al Cordel de Santillana, cerca del término de Gallococeado

Es considerada por algunos autores como el origen del río Clamores y para otros su afluente en el Puente de Valdevilla, donde inicia el tramo soterrado del río.

## Recorrido

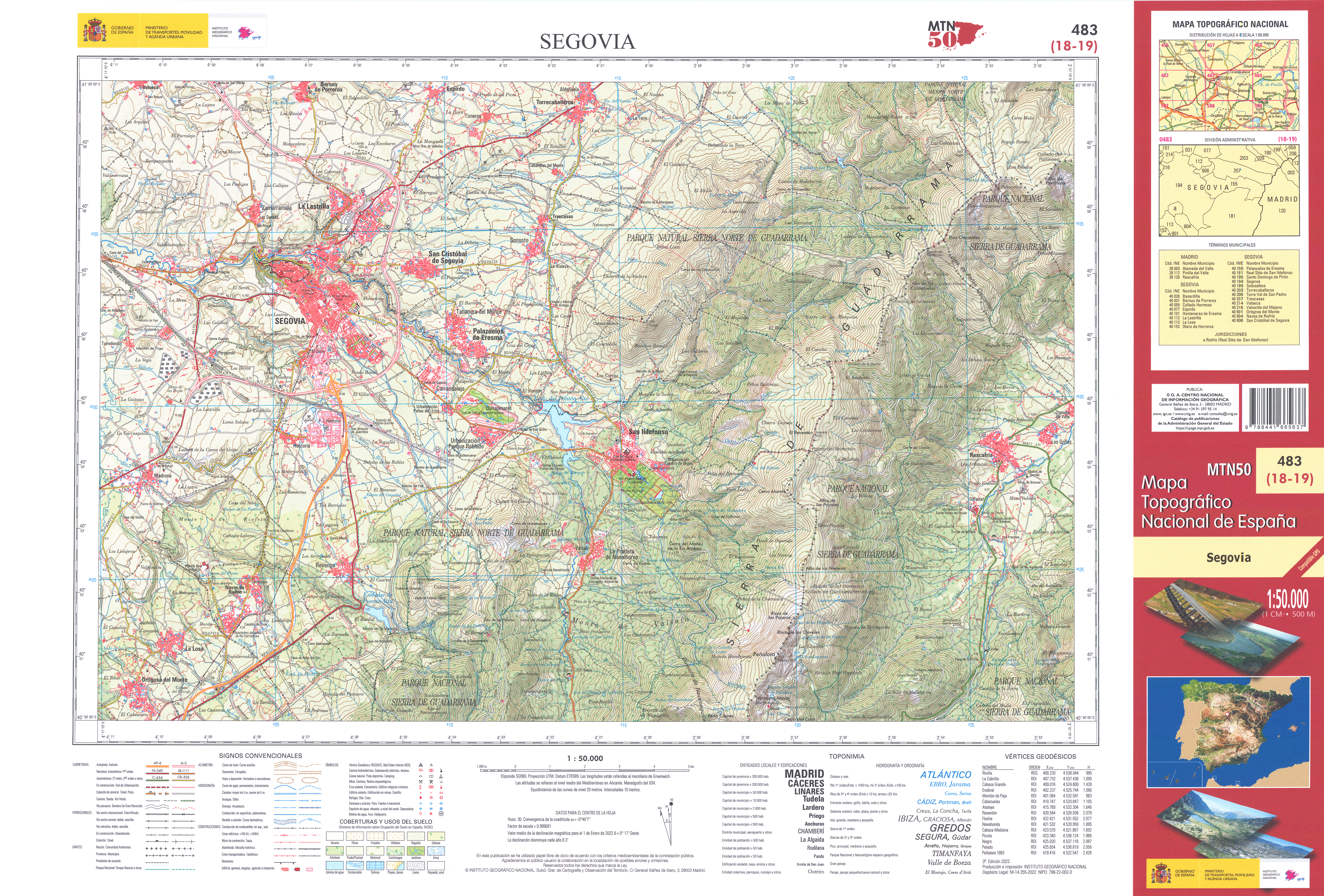
Fragmento 0483 de la hoja 483 del Mapa Topográfico Nacional de España de 2022 en el que se representa la zona donde se ubica la cacera

Tiene su origen en una desviación de agua del río Eresma en las proximidades del pueblo de Balsaín, bajo el Puente del Anzobero cruzando posteriormente las carreteras SG-F-7133 en una ocasión y CL-601 hasta en dos.
Recorre parte del término del Real Sitio de San Ildefonso, después se adentra en Palazuelos de Eresma, donde cruza la urbanización de Parque Robledo, posteriormente se adentra en Revenga rodeando el caserío de Aldeanueva a la vez que cruza en dos ocasiones las vías del AVE y bordeando el término de Hontoria.
Finalmente cruza la SG-20 por un túnel y se adentra en la ciudad de Segovia tras regar Prado Bonal, fluyendo al suroeste del barrio de Nueva Segovia atravesando el Parque de la Dehesa del Alto Clamores, a su llegada al Puente de Valdevilla en el barrio de San José es soterrado considerándosele desde aquí como río Clamores. Subterráneamente atraviesa el barrio de Cristo del Mercado, Santo Tomás y San Millán, afluyendo de nuevo en el río Eresma.

## Historia
Aunque las primeras referencias escritas en referencia al azud con origen en Balsaín son del siglo XV, las ordenanzas conservadas más antiguas datan de 1515, en las que ya se habla de un "origen inmemorial", apuntando a una construcción mucho anterior.
En el siglo XVII, el deterioro de las instalaciones pusieron fin a su uso para el consumo humano, relegado a casos de excepcionalidad.
Las últimas ordenanzas redactadas, del 1 de febrero de 1867, siguen en vigor, ordenando los propietarios y destacando el uso exclusivo para riego que previamente también se utilizaba en tenerías y pastos.
En los últimos años han sido varias las propuestas polémicas para habilitarlo también para el consumo humano, también han sido mediáticos los distintos intentos de la Confederación Hidrográfica del Duero de apropiarse del cauce, fallidos por la movilización local en contra. El intento que también se dio en la vecina cacera del río Cambrones, unió a los vecinos de ambas zonas, llegando a recoger más de 3300 firmas pidiendo la continuidad de la concesión.

## Propietarios de las aguas

### Actuales
- Real quinta de Quitapesares, gestionado por la Diputación Provincial de Segovia.
- Palazuelos de Eresma, dependiente de su ayuntamiento.
- Caserío de Aldeanueva, privatizado.
- Barrio capitalino de Cristo del Mercado, gestionado por la Junta Agropecuaria local de Segovia.
- Hontoria, gestionado nominalmente por el Ayuntamiento de Segovia pero transferido a la Junta Vecinal de Hontoria, antes de su anexión a Segovia lo era por su ayuntamiento.[4]

Además del mando del puesto rotatorio del Alcalde de Cartas, cada dos años se designa una comisión encargada de vigilar y denunciar cualquier anomalía producida sobre la gestión del caz.

### Históricos
Además de las entidades actuales, gozaron de derechos de aprovechamiento del agua as localidades hoy despobladas de:
- Juarrillos, anejado a Hontoria.
- Rosales, anejado a Palazuelos de Eresma.
- Gallococeo, anejado a Segovia.[3][12]